# Грибы
«Грибы» (укр. Гриби) — український музичний гурт, що діяв у Києві у 2016 —2018 роках.

## Склад
- Юрій Бардаш — засновник гурту, голова лейблу Kruzheva Music, хореограф, продюсер гуртів «Quest Pistols», «Quest Pistols Show» та ін.[1][2]
- Ілля Капустін (4atty) — видний діяч київського реп-андерграунду, співзасновник формації «Мосты».
- Данило Дудулад (Sимптом) — учасник тріо «Апаска» (разом з Іллею Капустіним і тренером ММА на ім'я Паша Коробок) та гурту «5В7», переможець українського реп-змагання Pit Bull.
- Kyivstoner (Корреспондент Радужный) — автор комедійних скетчів на власному каналі YouTube, у якому він сам виконує усі ролі.[3]

## Історія
28 квітня 2016 року «Грибы» виклали на YouTube свій перший відеокліп «Интро», який менше ніж за місяць набрав мільйон переглядів. Те саме відбулося із другим відеокліпом «Копы», який вийшов 11 вересня 2016 року. Головною темою першого альбому стали вечірки, танці, гучна музика та заняття спортом. Альбом також всіяний натяками на заборонені речовини (зокрема, у назві альбому).
11 листопада 2016 року гурт випустив третій відеокліп «Велик», а також виклав у мережу Інтернет дебютний альбом під назвою «Дом На Колесах ч.1». Наприкінці року пройшли гастролі по містах України, Росії та Білорусі. Концерт в Києві відбувався на індустріальній території кіностудії імені Олександра Довженка.
10 березня 2017 року на YouTube був викладений кліп на пісню «Тает лёд», який за чотири місяці зібрав понад 102 млн переглядів, а також викликав хвилю пародій, зроблених ентузіастами, шоу та іншими артистами.
Відмінною рисою гурту є звучання на стику хіп-хопу і хаузу (хіп-хауз), а також відмова від будь-яких контактів з пресою: «Грибы» не дають інтерв'ю, не беруть участі у фотосесіях і прагнуть анонімності. У кліпах учасники «Грибів» приховують свої обличчя під капюшонами, панамами та балаклавами. Однією з причин успіху гурту вважають використання «Грибами» пострадянської стилістики 1990-х, яка саме повернулася у молодіжну моду.
Усі відеокліпи гурту містять скетчі (короткі комедійні сценки), які виконав Kyivstoner (відеоблогер Корреспондент Радужный) — неформальний учасник колективу. В кінці 2016 року Kyivstoner покинув гурт.
На сліпих прослуховуваннях у листопаді 2017 року Вероніка Коваленко виконала авторський кавер на пісню «Тает лёд», що змусило обернутися всіх тренерів проєкту «Голос. Діти» на каналі «1+1» — Дмитра Монатика, Наталю Могилевську і гурт «Время и Стекло». Запис виступу отримав понад 18 мільйонів переглядів на YouTube.

### Припинення діяльності
У серпні 2017 року Юрій Бардаш заявив, що гурт «Грибы» припинить свою концертну діяльність 31 грудня 2017 року. Причиною розпаду гурту, за даними ЗМІ, є те, що ідеолог і соліст гурту Юрій Бардаш тепер займеться розкручуванням свого нового проекту «Бамбінтон».
У 2018[джерело?] році гурт розпався.

### Grebz
Після заяв Бардаша, на офіційному YouTube-каналі почали з'являтися нові музичні відео, але з виконавцем «Grebz». Він є наступником колективу «Грибы».

## Дискографія

### Студійні альбоми
- «Дом На Колесах ч.1» (2016)

## Відеографія
- «Интро» (2016)
- «Копы» (2016)
- «Велик» (2016)
- «Тает лёд» (2017)

## Оцінки творчості
Оглядач Ольга Дубро вважає гурт «Грибы» «повністю комерційним проектом», а також «позакультурним та об'єднавчим російським репом, який критики одноголосно вважають хорошою музикою».
Журналіст Артем Заяц вважає головною причиною популярності гурту його танцювальну музику (на противагу візуальній естетиці 1990-х і неглибоким текстам). Він також відмічає невелику частку «українськості» у творчості гурту (виражену, насамперед, в українському акценті та у жаргоні, характерному для України), а також його орієнтованість на весь пострадянський простір.
Лідер гурту «Тартак» Олександр Положинський після перегляду першого кліпу «Грибів» оцінив його так:
У 2017 році, після здобуття популярності реп-гуртом «Грибы», білоруський репер Серьога зняв кліп на пісню «Антифриз», у якій розкритикував Юрія Бардаша. Цей кліп у жорсткій формі пародіює кліп на пісню «Тает лёд», а у приспіві йдеться:

## Нагороди
- 2016 року на премії «Jagermeister Indie Awards 2016» гурт переміг в номінації «Сингл року» з піснею «Intro».[24]
- 2017 року гурт отримав премію YUNA у номінації «Відкриття року».
- 2017 року «Грибы» отримали «Премію RU.TV» в Росії в номінації «Лучший старт».
- 2018 року гурт отримав премію YUNA у номінації «Краща пісня» з піснею «Тает лёд» .